# Forte de São Sebastião de Xama

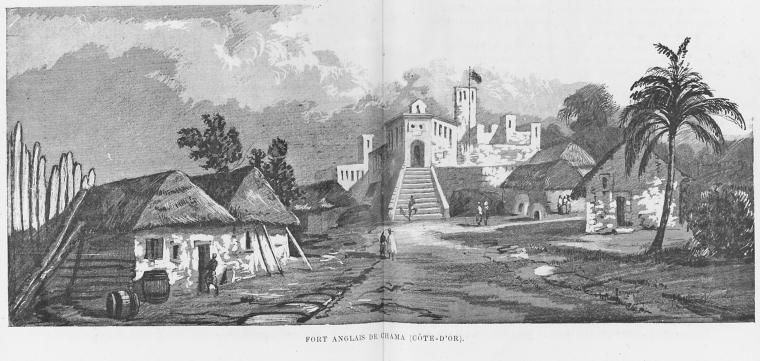
Forte de Xama (1890)

O Forte de São Sebastião de Xama localiza-se na região de Grande Acra, no actual Gana, no litoral da África Ocidental.

## História
Erguido por forças portuguesas a partir de 1546, tinha a função de feitoria naquele trecho da Costa do Ouro Portuguesa. Xama foi ocupada pelos portugueses entre 1526 e 1637, ano em que os holandeses ocuparam a Fortaleza de São Jorge da Mina (29 de Agosto).
A 9 de Janeiro de 1642 a região foi cedida aos holandeses, tornando-se parte da Costa do Ouro Holandesa.
A fortificação encontra-se actualmente em bom estado de conservação, compreendida no conjunto de fortificações do país inscrito na Lista de Património Mundial da UNESCO.

## Características
O forte apresenta planta no formato rectangular e, nos vértices, baluartes angulares com orelhões. Ao centro do terrapleno abre-se uma cisterna.
O seu traçado é inspirado no da Praça-forte de Mazagão (1541), onde também trabalhou o arquitecto militar Miguel de Arruda, e antecipa o da Fortaleza de São Julião da Barra (1553).